# Ormesson (Seine-et-Marne)
Pour les articles homonymes, voir Ormesson.
Ormesson est une commune française située dans le département de Seine-et-Marne, en région Île-de-France.
En 2022, elle compte 244 habitants.

## Géographie

### Localisation et communes limitrophes

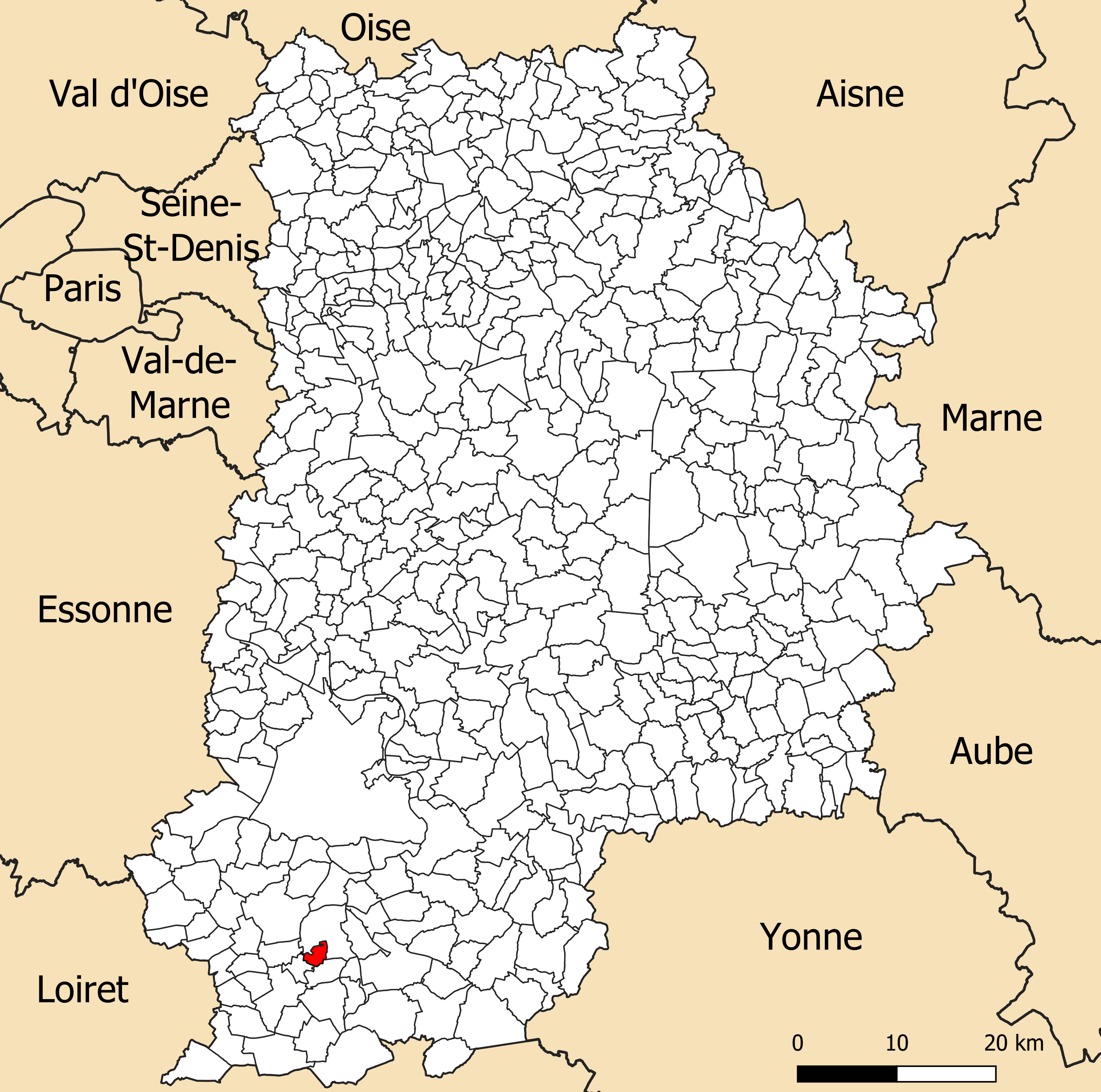
Localisation d'Ormesson dans le département de Seine-et-Marne.

La commune d'Ormesson se trouve dans le département de Seine-et-Marne, en région Île-de-France.
Elle se situe à 36,98 km par la route de Melun, préfecture du département, à 20,47 km de Fontainebleau, sous-préfecture et à 4,60 km de Nemours, bureau centralisateur du canton de Nemours dont dépend la commune depuis 2015. La commune fait en outre partie du bassin de vie de Nemours.

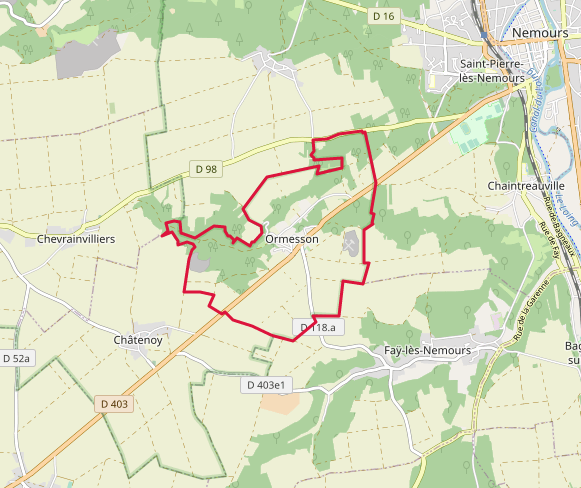
Carte des communes limitrophes d'Ormesson.

Les communes les plus proches sont : 
Faÿ-lès-Nemours (2,1 km), Châtenoy (2,4 km), Chevrainvilliers (2,8 km), Saint-Pierre-lès-Nemours (3,0 km), Nemours (4,0 km), Bagneaux-sur-Loing (4,1 km), Aufferville (4,6 km), Bougligny (5,5 km).
|                  |          | Saint-Pierre-lès-Nemours |
| Chevrainvilliers | Ormesson |                          |
| Châtenoy         |          | Faÿ-lès-Nemours          |

### Géologie et relief
Le territoire de la commune se situe dans le sud du Bassin parisien, plus précisément au nord de la région naturelle du Gâtinais.
Géologiquement intégré au bassin parisien, qui est une région géologique sédimentaire, l'ensemble des terrains affleurants de la commune sont issus de l'ère géologique Cénozoïque (des périodes géologiques s'étageant du Paléogène au Quaternaire),.

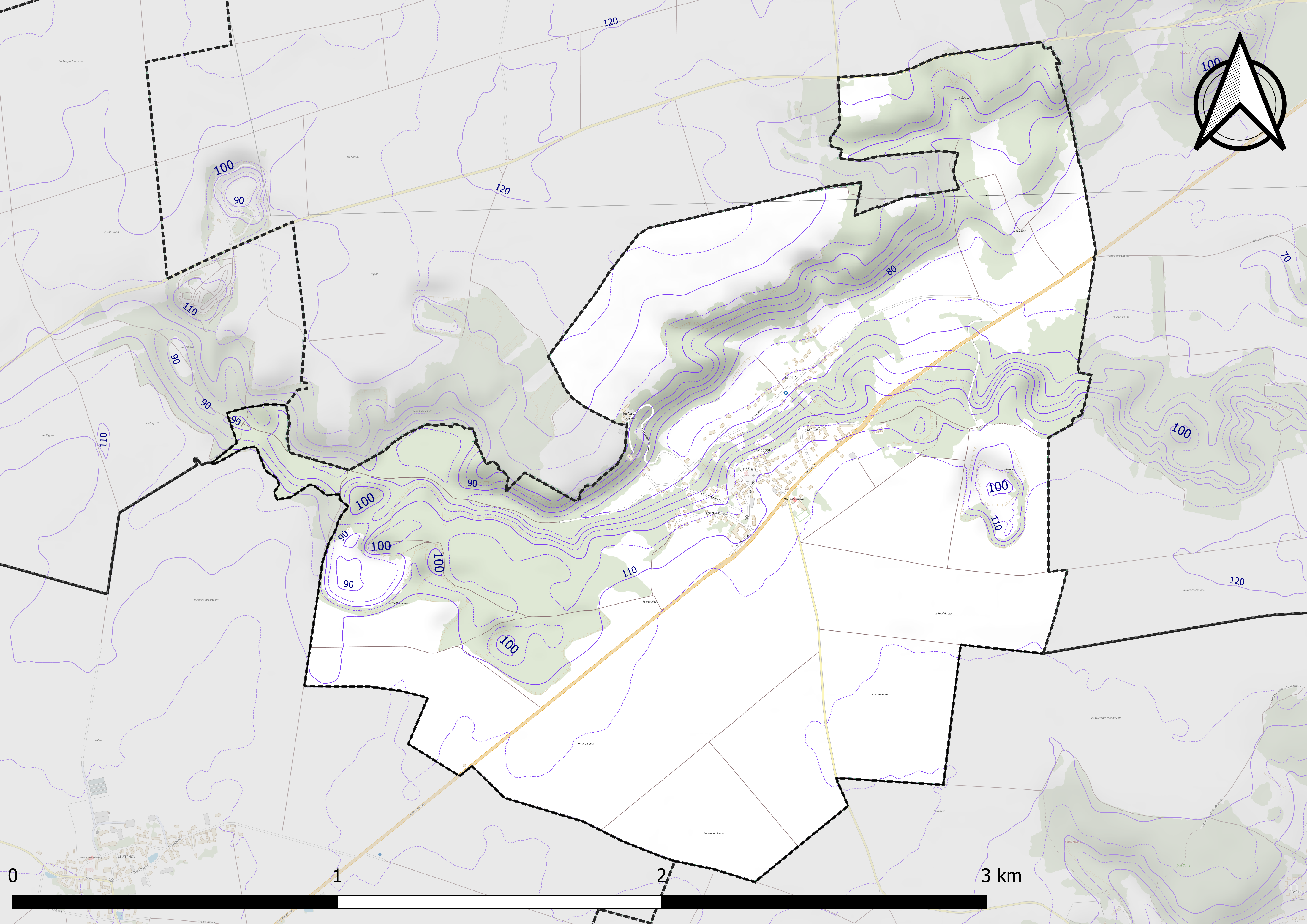
Carte du relief d'Ormesson.
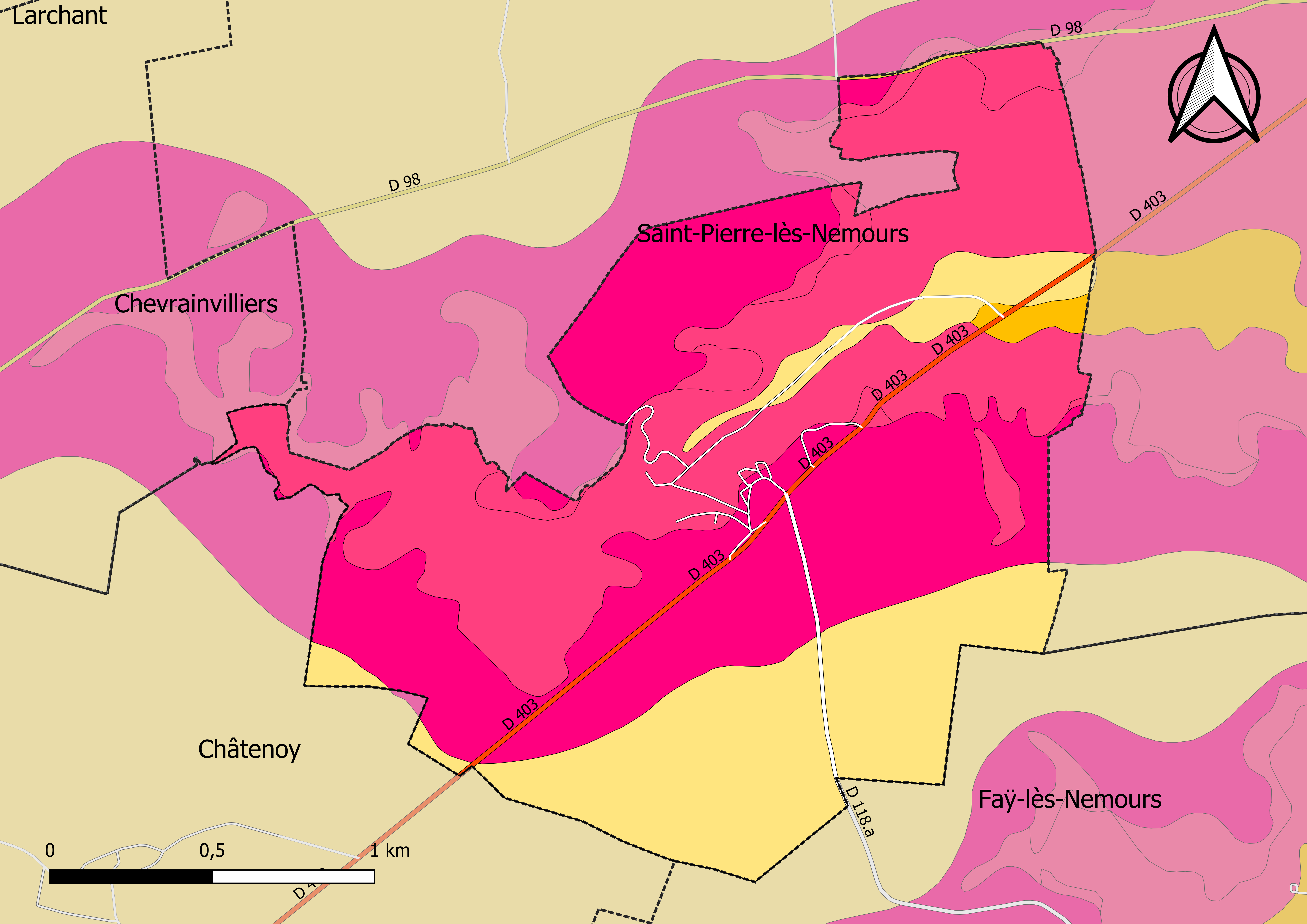
Carte géologique vectorisée et harmonisée d'Ormesson.

|  | LP : | Limon des plateaux de composition argilo-marneuse. |

|  | g1CE : | Calcaire d'Étampes, meulières, marnes, calcaires du Gâtinais.                                        |
|  | g1GF : | Grès de Fontainebleau en place ou remaniés (grésification quaternaire de sables Stampiens dunaires). |
|  | g1SF : | Sables de Fontainebleau, accessoirement grès en place ou peu remanié (versant).                      |

|  | e7C : | Calcaire de Champigny, Calcaire de Château-Landon, marnes de Nemours. |

La commune est classée en zone de sismicité 1, correspondant à une sismicité très faible.

### Hydrographie
La commune n’est traversée par aucun cours d'eau.

### Climat
Pour des articles plus généraux, voir Climat de l'Île-de-France et Climat de Seine-et-Marne.
En 2010, le climat de la commune est de type climat océanique dégradé des plaines du Centre et du Nord, selon une étude du CNRS s'appuyant sur une série de données couvrant la période 1971-2000. En 2020, Météo-France publie une typologie des climats de la France métropolitaine dans laquelle la commune est exposée à un climat océanique altéré et est dans la région climatique Nord-est du bassin Parisien, caractérisée par un ensoleillement médiocre, une pluviométrie moyenne régulièrement répartie au cours de l’année et un hiver froid (3 °C).
Pour la période 1971-2000, la température annuelle moyenne est de 10,8 °C, avec une amplitude thermique annuelle de 15,5 °C. Le cumul annuel moyen de précipitations est de 676 mm, avec 11,3 jours de précipitations en janvier et 7,4 jours en juillet. Pour la période 1991-2020, la température moyenne annuelle observée sur la station météorologique la plus proche, située sur la commune de Saint-Pierre-lès-Nemours à 3 km à vol d'oiseau, est de 11,4 °C et le cumul annuel moyen de précipitations est de 697,6 mm,. Pour l'avenir, les paramètres climatiques de la commune estimés pour 2050 selon différents scénarios d'émission de gaz à effet de serre sont consultables sur un site dédié publié par Météo-France en novembre 2022.
| Mois                                  | jan.           | fév.             | mars            | avril           | mai             | juin        | jui.          | août         | sep.           | oct.          | nov.            | déc.             | année    |
| ------------------------------------- | -------------- | ---------------- | --------------- | --------------- | --------------- | ----------- | ------------- | ------------ | -------------- | ------------- | --------------- | ---------------- | -------- |
| Température minimale moyenne (°C)     | 1,4            | 1,4              | 3,9             | 5,1             | 9,1             | 11,7        | 13,7          | 13,7         | 10,1           | 7,4           | 3,8             | 2,3              | 7        |
| Température moyenne (°C)              | 4,1            | 4,8              | 8,4             | 10,1            | 14,4            | 17,2        | 19,6          | 20           | 15,5           | 11,6          | 6,9             | 4,7              | 11,4     |
| Température maximale moyenne (°C)     | 6,8            | 8,2              | 12,9            | 15,1            | 19,7            | 22,7        | 25,5          | 26,4         | 20,9           | 15,8          | 10              | 7,1              | 15,9     |
| Record de froid (°C) date du record   | −20 17.01.1985 | −14,5 07.02.1991 | −8 03.03.1986   | −5,5 12.04.1986 | −0,5 04.05.1979 | 3 04.06.01  | 5 04.07.1984  | 4 30.08.1986 | 1,5 29.09.1995 | −3 30.10.1997 | −9,5 24.11.1998 | −13,5 30.12.1985 | −20 1985 |
| Record de chaleur (°C) date du record | 16 09.01.1998  | 21,5 24.02.1990  | 24,5 29.03.1989 | 28 30.04.1994   | 30 15.05.1992   | 34 26.06.01 | 36,5 15.07.03 | 41 06.08.03  | 32 02.09.1984  | 30 01.10.1985 | 21 03.11.1993   | 16,5 01.12.1984  | 41 2003  |
| Précipitations (mm)                   | 54,5           | 50,1             | 49,1            | 53,8            | 64,1            | 56,6        | 53,2          | 58,4         | 59             | 67,2          | 64,7            | 66,9             | 697,6    |

### Milieux naturels et biodiversité

#### Espaces protégés
La protection réglementaire est le mode d’intervention le plus fort pour préserver des espaces naturels remarquables et leur biodiversité associée,.
Dans ce cadre, la commune fait partie d'un espace protégé, le Parc naturel régional du Gâtinais français, créé en 1999 et d'une superficie de 75 567 ha. D’une grande richesse en termes d’habitats naturels, de flore et de faune, il est un maillon essentiel de l’Arc sud-francilien des continuités écologiques (notamment pour les espaces naturels ouverts et la circulation de la grande faune),.
Deux autres espaces protégés sont présents dans la commune : 
- la zone centrale de la réserve de biosphère « Fontainebleau et Gâtinais », créée en 1998 et d'une superficie totale de 150 544 ha (46 056 ha pour la zone centrale). Cette réserve de biosphère, d'une grande biodiversité, comprend trois grands ensembles : une grande moitié ouest à dominante agricole, l’emblématique forêt de Fontainebleau au centre, et le Val de Seine à l’est. La structure de coordination est l'Association de la Réserve de biosphère de Fontainebleau et du Gâtinais, qui comprend un conseil scientifique et un Conseil Education, unique parmi les Réserves de biosphère françaises[20],[21].
- la zone de transition de la réserve de biosphère « Fontainebleau et Gâtinais », créée en 1998 et d'une superficie totale de 150 544 ha (95 595 ha pour la zone de transition). Cette réserve de biosphère, d'une grande biodiversité, comprend trois grands ensembles : une grande moitié ouest à dominante agricole, l’emblématique forêt de Fontainebleau au centre, et le Val de Seine à l’est. La structure de coordination est l'Association de la Réserve de biosphère de Fontainebleau et du Gâtinais, qui comprend un conseil scientifique et un Conseil Education, unique parmi les Réserves de biosphère françaises[20],[22].

#### Zones naturelles d'intérêt écologique, faunistique et floristique

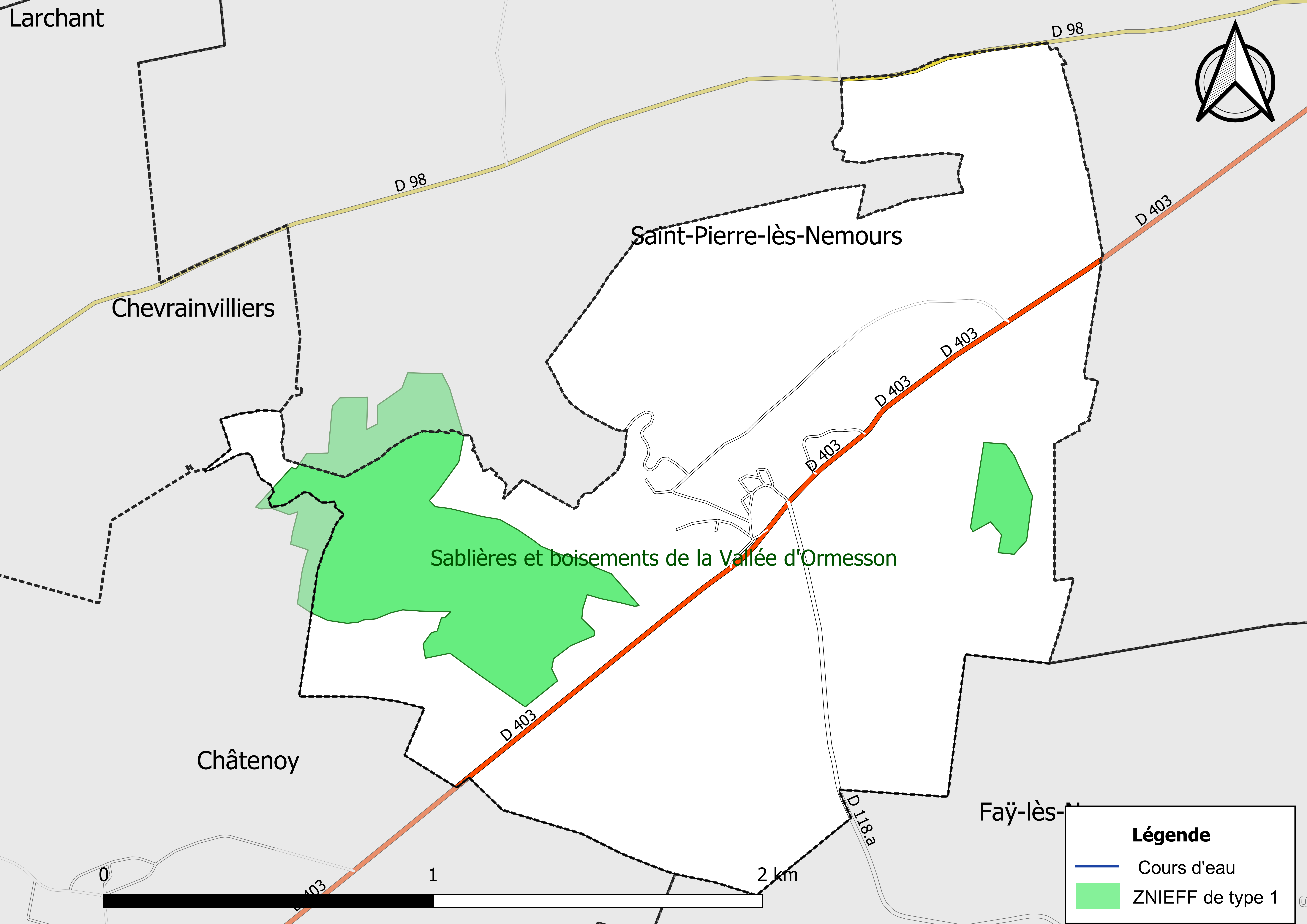
Carte des ZNIEFF de type 1 localisées sur la commune.

L’inventaire des zones naturelles d'intérêt écologique, faunistique et floristique (ZNIEFF) a pour objectif de réaliser une couverture des zones les plus intéressantes sur le plan écologique, essentiellement dans la perspective d’améliorer la connaissance du patrimoine naturel national et de fournir aux différents décideurs un outil d’aide à la prise en compte de l’environnement dans l’aménagement du territoire.
Le territoire communal d'Ormesson comprend une ZNIEFF de type 1,,, 
les « Sablières et Boisements de la vallée d'Ormesson » (56,18 ha), couvrant 3 communes du département.

## Urbanisme

### Typologie
Au 1er janvier 2024, Ormesson est catégorisée commune rurale à habitat dispersé, selon la nouvelle grille communale de densité à sept niveaux définie par l'Insee en 2022.
Elle est située hors unité urbaine. Par ailleurs la commune fait partie de l'aire d'attraction de Paris, dont elle est une commune de la couronne,. Cette aire regroupe 1 929 communes,.

### Occupation des sols
L'occupation des sols de la commune, telle qu'elle ressort de la base de données européenne d’occupation biophysique des sols Corine Land Cover (CLC), est marquée par l'importance des territoires agricoles (71,5 % en 2018), une proportion identique à celle de 1990 (71,5 %). La répartition détaillée en 2018 est la suivante : 
terres arables (63,73 %), 
forêts (28,52 %), 
zones agricoles hétérogènes (7,75 %).
| Type d’occupation | 1990      | 1990    | 2018      | 2018    | Bilan |
| --- | --------- | ------- | --------- | ------- | ----- |
| Territoires artificialisés (zones urbanisées, zones industrielles ou commerciales et réseaux de communication, mines, décharges et chantiers, espaces verts artificialisés ou non agricoles) | 0 ha      | 0,00 %  | 0 ha      | 0,00 %  | 0 ha  |
| Territoires agricoles (terres arables, cultures permanentes, prairies, zones agricoles hétérogènes)                                                                                          | 273,28 ha | 71,48 % | 273,28 ha | 71,48 % | 0 ha  |
| Forêts et milieux semi-naturels (forêts, milieux à végétation arbustive et/ou herbacée, espaces ouverts sans ou avec peu de végétation)                                                      | 109,03 ha | 28,52 % | 109,03 ha | 28,52 % | 0 ha  |

Parallèlement, L'Institut Paris Région, agence d'urbanisme de la région Île-de-France, a mis en place un inventaire numérique de l'occupation du sol de l'Île-de-France, dénommé le MOS (Mode d'occupation du sol), actualisé régulièrement depuis sa première édition en 1982. Réalisé à partir de photos aériennes, le Mos distingue les espaces naturels, agricoles et forestiers mais aussi les espaces urbains (habitat, infrastructures, équipements, activités économiques, etc.) selon une classification pouvant aller jusqu'à 81 postes, différente de celle de Corine Land Cover,,. L'Institut met également à disposition des outils permettant de visualiser par photo aérienne l'évolution de l'occupation des sols de la commune entre 1949 et 2018.

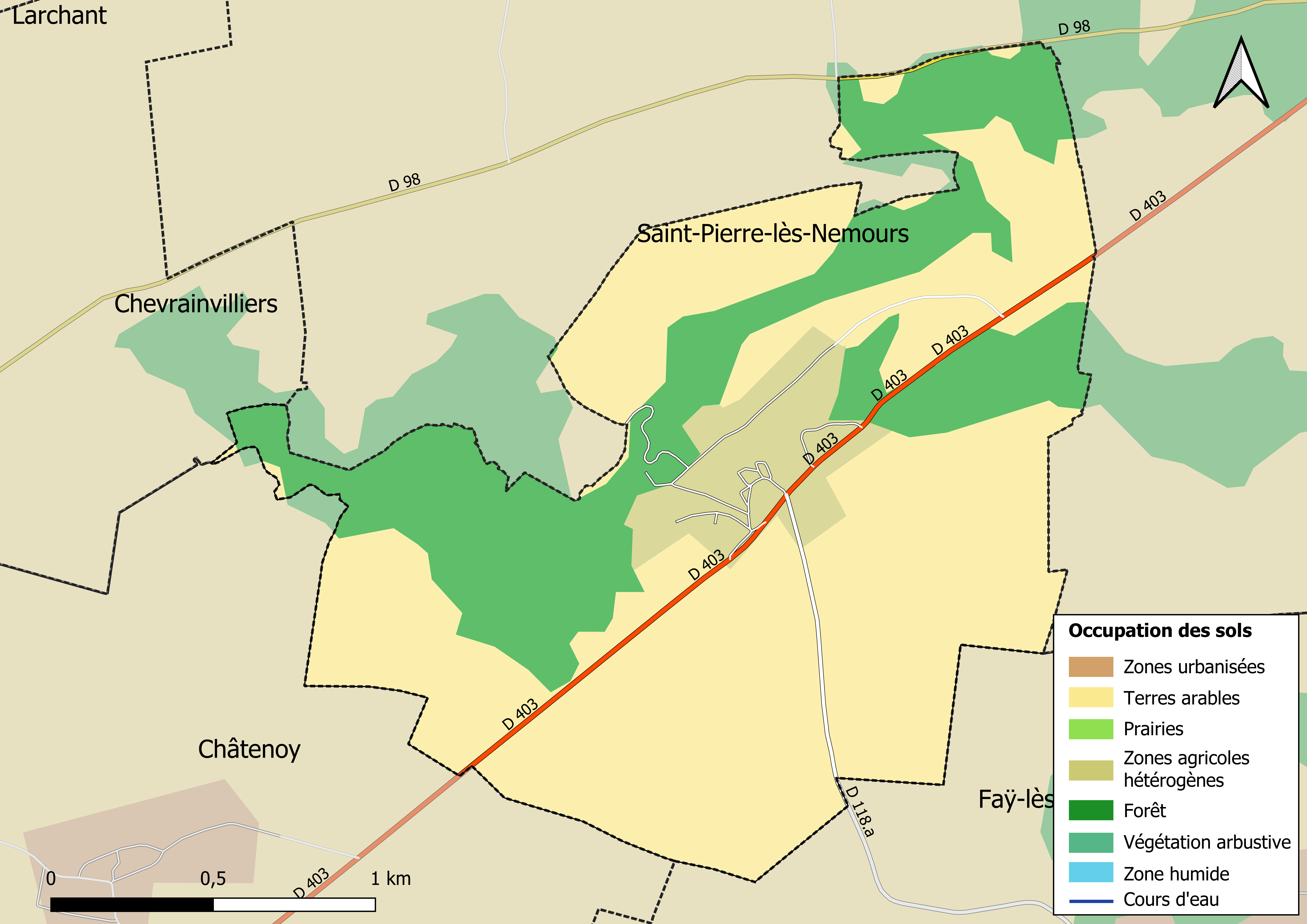
Carte des infrastructures et de l'occupation des sols en 2018 (CLC) de la commune.
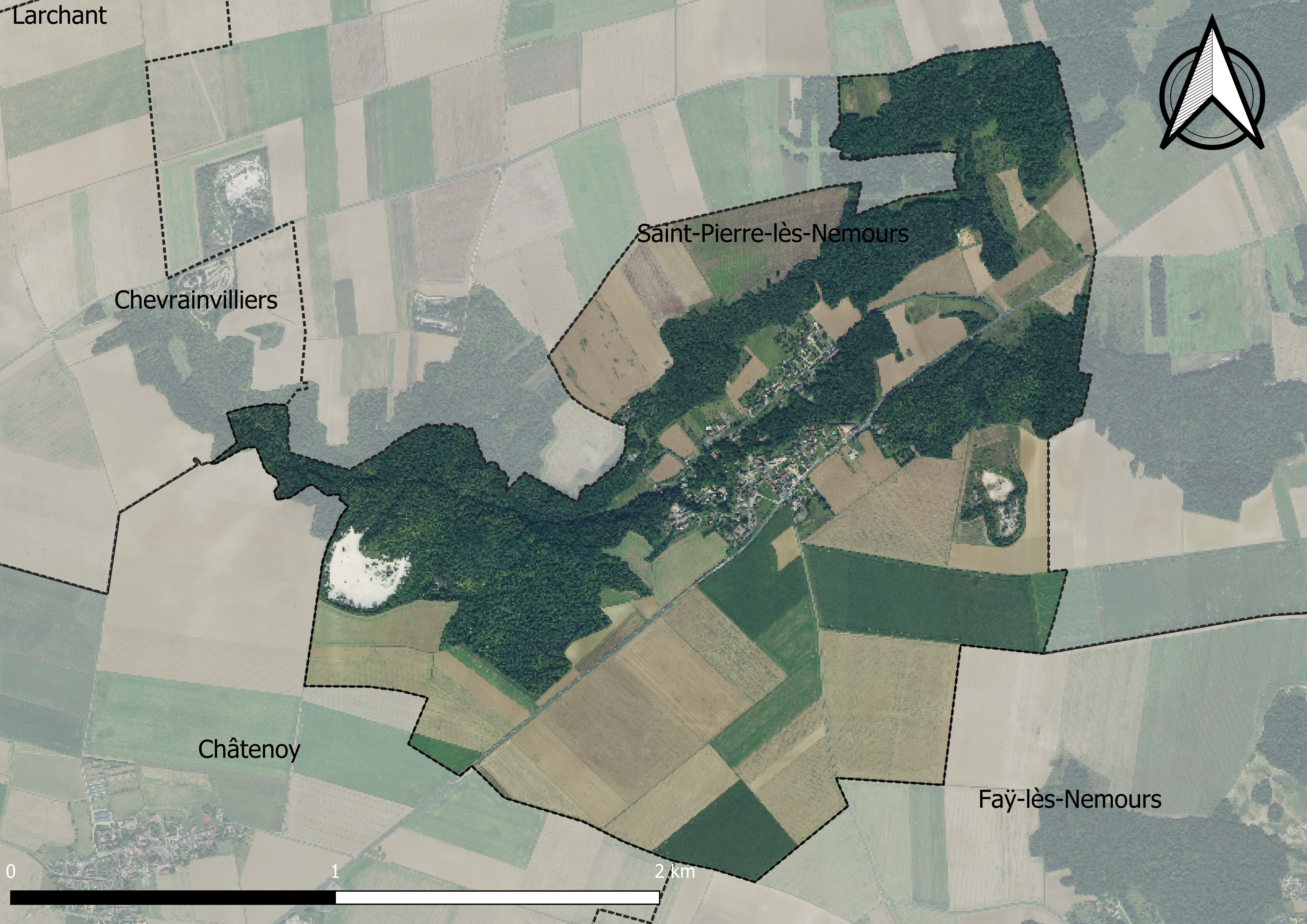
Carte orhophotogrammétrique de la commune.

### Planification
La loi SRU du 13 décembre 2000 a incité les communes à se regrouper au sein d’un établissement public, pour déterminer les partis d’aménagement de l’espace au sein d’un SCoT, un document d’orientation stratégique des politiques publiques à une grande échelle et à un horizon de 20 ans et s'imposant aux documents d'urbanisme locaux, les PLU (Plan local d'urbanisme). La commune est dans le territoire du SCOT Nemours Gâtinais, approuvé le 5 juin 2015 et porté par le syndicat mixte d’études et de programmation (SMEP) Nemours-Gâtinais.
La commune disposait en 2019 d'un plan local d'urbanisme en révision. Le zonage réglementaire et le règlement associé peuvent être consultés sur le Géoportail de l'urbanisme.

### Lieux-dits et écarts

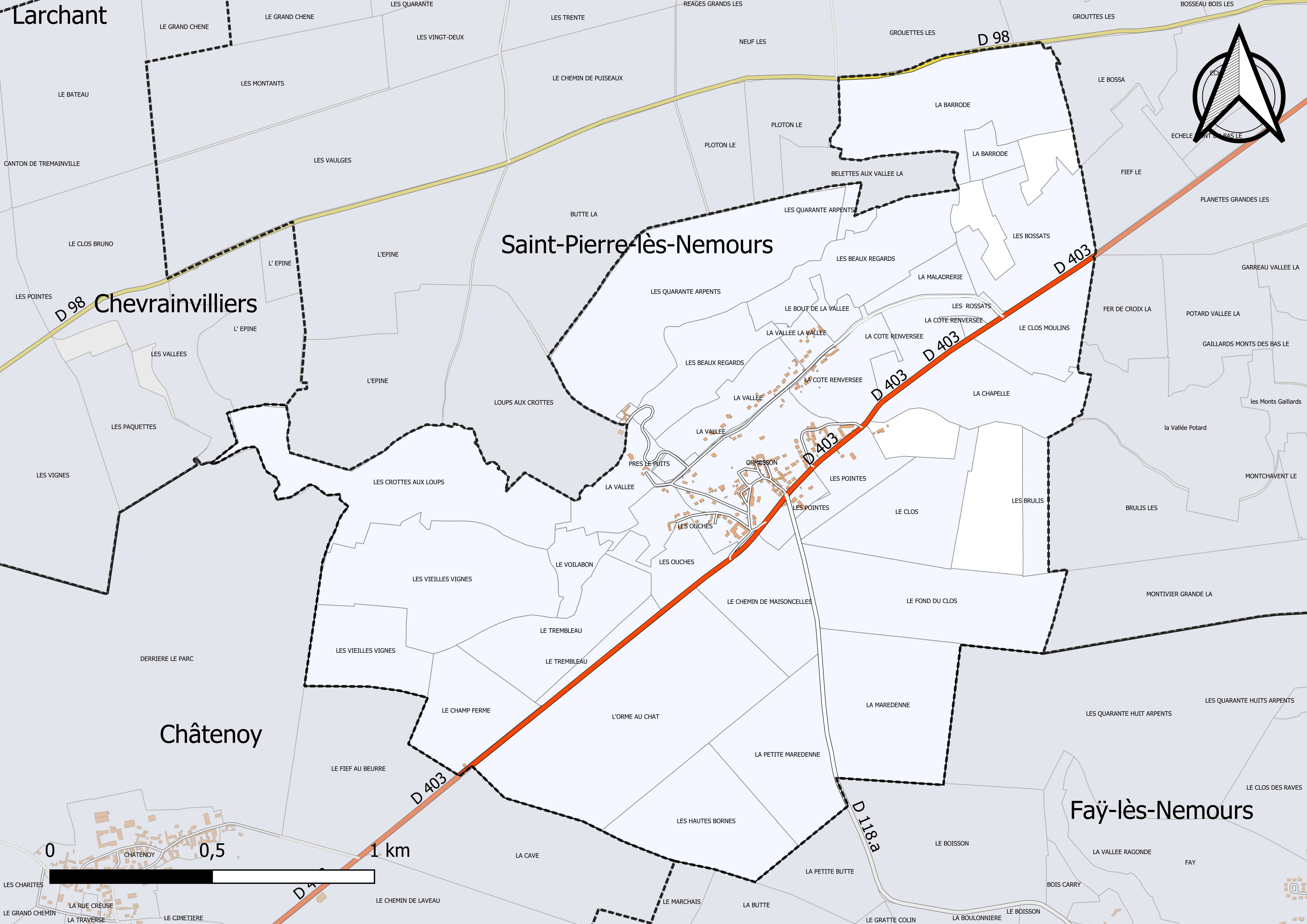
Carte du cadastre de la commune d'Ormesson.

La commune compte 30 lieux-dits administratifs répertoriés consultables ici (source : le fichier Fantoir) dont la Vallée et les Bossats.

### Logement
En 2017, le nombre total de logements dans la commune était de 115 dont 99,1 % de maisons (maisons de ville, corps de ferme, pavillons, etc.) et 0,9 % d'appartements.
Parmi ces logements, 85,9 % étaient des résidences principales, 4,4 % des résidences secondaires et 9,7 % des logements vacants.
La part des ménages fiscaux propriétaires de leur résidence principale s'élevait à 88 % contre 9 % de locataires et 3 % logés gratuitement.

### Voies de communication et transports

#### Voies de communication

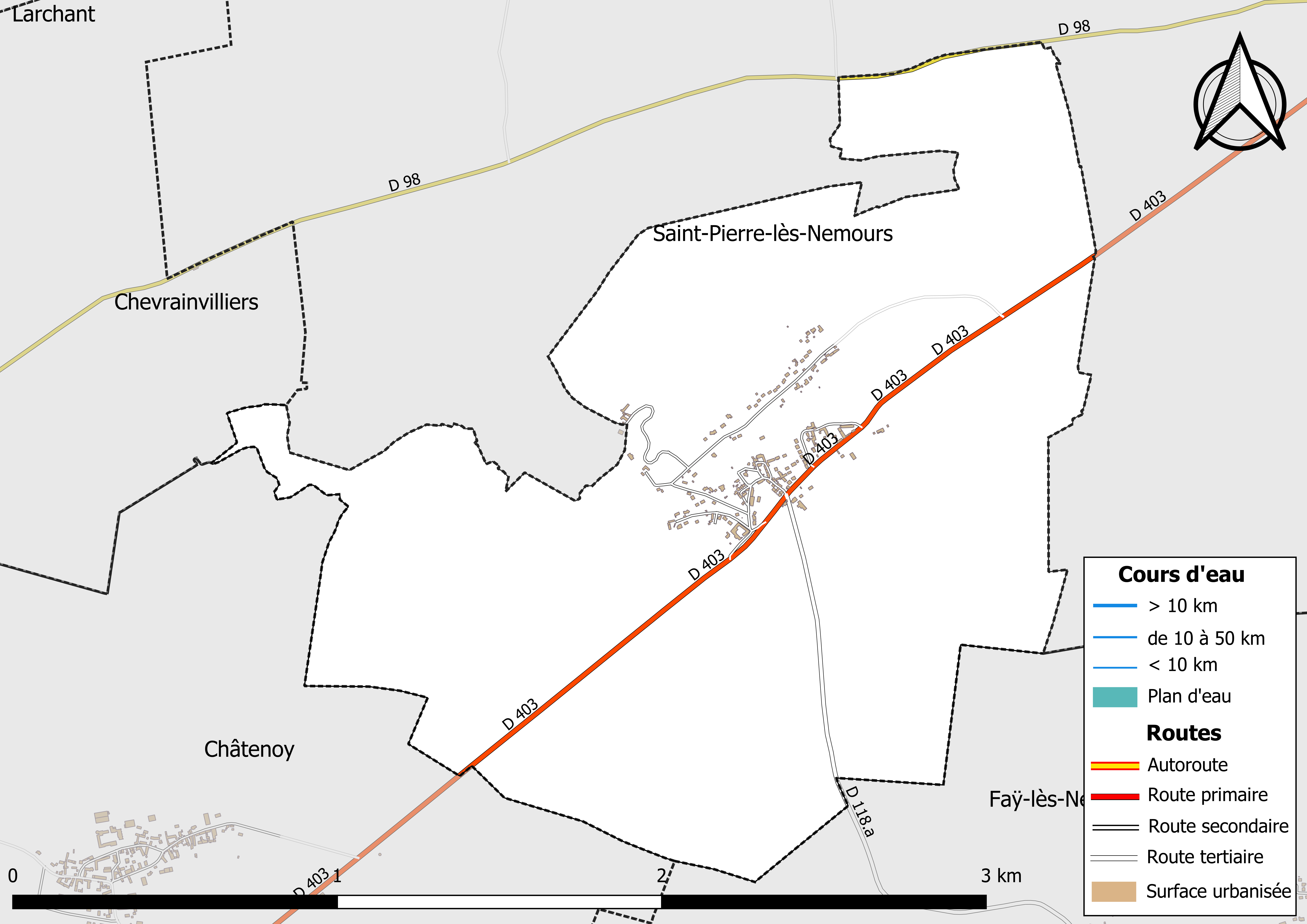
Carte des réseaux hydrographique et routier d'Ormesson.

Deux routes départementales relient Ormesson aux communes voisines :
- la D 118a, à Faÿ-lès-Nemours, au sud ;
- la D 403, à Saint-Pierre-lès-Nemours, au nord-est ; et à Châtenoy, au sud-ouest.

#### Transports
Ormesson  est desservie par deux lignes du réseau de bus Vallée du Loing - Nemours :
- la ligne 13A, qui relie Aufferville à Saint-Pierre-lès-Nemours ;
- la ligne 13B, qui relie Faÿ-lès-Nemours à Saint-Pierre-lès-Nemours.

## Toponymie
Le nom de la localité est mentionné sous les formes Ecclesia de Ulmesim en 1170 ; Ulmezon en 1178 ; Ormeceon en 1266 ; Ommesson en 1373 ; Ormecon en 1384 ; Ormesson en 1541 (Inscription sur une cloche fondue en 1541).
Ormesson viendrait du latin ulmus (orme), ou de la racine hydronymique *ol. Nous constatons, prouvée par de multiples exemples, en toponymie comme en hydronymie, l’équivalence des groupes sonores ol, or, ul, ur. Il n’est donc pas surprenant de trouver l'appellation, Ormesson, déclinant de cette variation autour du thème *ol.

## Histoire

### Préhistoire

#### Paléolithique
Des Néandertaliens de la période moustérienne du Paléolithique moyen s'installent sur le site des Bossats il y a environ 50 000 ans. Entre 50 000 et 19 000 ans BP, ce territoire est d'abord parcouru par les derniers chasseurs néandertaliens qui ramassent l'ocre à Darvault. 

Puis vers 40 000 ans BP, les hommes du Châtelperronien y ramassent du silex sur les bords du Loing pour en faire des couteaux. Des hommes et femmes du gravettien y chassent le bison. Des tailleurs de silex du Solutréen aménagent des cabanes en déplaçant de très gros blocs de pierre.
Ce gisement est découvert dans les années 1930. En 2004, un archéologue amateur, Claude Pommier, fait part de ses découvertes au musée départemental de Préhistoire d'Île-de-France de Nemours. En 2005, l'équipe d'ethnologie préhistorique du CNRS termine un vaste programme de recherche sur le Paléolithique supérieur ancien dans le Bassin parisien, sans avoir recensé de sites gravettiens bien préservés. Dans ce contexte, cette découverte est donc de première importance.
Autres sites préhistoriques sur la commune : le Cirque de la Patrie, (Gravettien récent) et les Gros Monts (Gravettien ancien), aux alentours de l'ancienne carrière à l'est du bourg.

#### Néolithique
Vers la fin de l'âge du bronze et au début de l'âge du fer, on retrouve sur le site des Bossats une fosse dans laquelle les habitants jetèrent des ossements de chèvres et des restes de poterie cassée.

### Époque moderne et contemporaine
La commune est fusionnée en 1841 avec la commune de Châtenoy, puis est recréée en 1863 à partir de Châtenoy.

## Politique et administration
| Période                                  | Période  | Identité         | Étiquette | Qualité      |
| ---------------------------------------- | -------- | ---------------- | --------- | ------------ |
| Les données manquantes sont à compléter. |          |                  |           |              |
| 1983                                     | 2001     | Alain Nicaise    |           | Entrepreneur |
| 2001                                     | 2001     | M. Dalmeyrac     |           | Retraité     |
| 2002                                     | 2011     | Marcel Paupardin |           | Retraité     |
| 2011                                     | En cours | Alain Poursin    |           | Retraité     |

## Équipements et services

### Eau et assainissement
L’organisation de la distribution de l’eau potable, de la collecte et du traitement des eaux usées et pluviales relève des communes. La loi NOTRe de 2015 a accru le rôle des EPCI à fiscalité propre en leur transférant cette compétence. Ce transfert devait en principe être effectif au 1er janvier 2020, mais la loi Ferrand-Fesneau du 3 août 2018 a introduit la possibilité d’un report de ce transfert au 1er janvier 2026,.

#### Assainissement des eaux usées
En 2020, la commune d'Ormesson ne dispose pas d'assainissement collectif,.
L’assainissement non collectif (ANC) désigne les installations individuelles de traitement des eaux domestiques qui ne sont pas desservies par un réseau public de collecte des eaux usées et qui doivent en conséquence traiter elles-mêmes leurs eaux usées avant de les rejeter dans le milieu naturel. Le Parc naturel régional du Gâtinais français assure pour le compte de la commune le service public d'assainissement non collectif (SPANC), qui a pour mission de vérifier la bonne exécution des travaux de réalisation et de réhabilitation, ainsi que le bon fonctionnement et l’entretien des installations,.

#### Eau potable
En 2020, l'alimentation en eau potable est assurée par le SIAEP de Nemours, Saint-Pierre qui en a délégué la gestion à la SAUR, dont le contrat expire le 31 décembre 2027,,.

## Population et société

### Démographie
Les habitants sont appelés les Ormessonnais et Ormessonnaises.
L'évolution du nombre d'habitants est connue à travers les recensements de la population effectués dans la commune depuis 1793. Pour les communes de moins de 10 000 habitants, une enquête de recensement portant sur toute la population est réalisée tous les cinq ans, les populations de référence des années intermédiaires étant quant à elles estimées par interpolation ou extrapolation. Pour la commune, le premier recensement exhaustif entrant dans le cadre du nouveau dispositif a été réalisé en 2006.

En 2022, la commune comptait 244 habitants, en évolution de −1,21 % par rapport à 2016 (Seine-et-Marne : +3,92 %, France hors Mayotte : +2,11 %).
| 1793 | 1800 | 1806 | 1821 | 1831 | 1836 | 1841 | 1866 | 1872 |
| ---- | ---- | ---- | ---- | ---- | ---- | ---- | ---- | ---- |
| 100  | 106  | 146  | 104  | 119  | 131  | 162  | 161  | 155  |

| 1876 | 1881 | 1886 | 1891 | 1896 | 1901 | 1906 | 1911 | 1921 |
| ---- | ---- | ---- | ---- | ---- | ---- | ---- | ---- | ---- |
| 137  | 131  | 129  | 129  | 117  | 156  | 143  | 146  | 135  |

| 1926 | 1931 | 1936 | 1946 | 1954 | 1962 | 1968 | 1975 | 1982 |
| ---- | ---- | ---- | ---- | ---- | ---- | ---- | ---- | ---- |
| 170  | 129  | 131  | 114  | 118  | 135  | 150  | 148  | 175  |

| 1990 | 1999 | 2006 | 2011 | 2016 | 2021 | 2022 | - | - |
| ---- | ---- | ---- | ---- | ---- | ---- | ---- | - | - |
| 203  | 238  | 242  | 284  | 247  | 241  | 244  | - | - |

### Enseignement
La commune ne dispose pas d’école primaire publique (maternelle ou élémentaire).

## Économie

### Revenus de la population et fiscalité
En 2017, le nombre de ménages fiscaux de la commune était de 102, représentant 251 personnes et la  médiane du revenu disponible par unité de consommation  de 26 730 euros.

### Emploi
En 2016 , le nombre total d’emplois dans la zone était de 156, occupant 103 actifs  résidants.
Le taux d'activité de la population (actifs ayant un emploi) âgée de 15 à 64 ans s'élevait à 63,2 % contre un taux de chômage de 9,8 %. 
Les 27 % d’inactifs se répartissent de la façon suivante : 12,3 % d’étudiants et stagiaires non rémunérés, 10,4 % de retraités ou préretraités et 4,3 % pour les autres inactifs.

### Entreprises et commerces
En 2018, le nombre d'établissements actifs était de 16 dont 1 dans l’industrie manufacturière, industries extractives et autres, 7 dans la construction, 3 dans le commerce de gros et de détail, transports, hébergement et restauration, 2 dans les activités immobilières, 2 dans les activités spécialisées, scientifiques et techniques et activités de services administratifs et de soutien, et 1  était relatif aux autres activités de services.
En 2019, une entreprise individuelle a été créée sur le territoire de la commune.
Au 1er janvier 2020, la commune ne disposait pas d’hôtel et de terrain de camping.

#### Agriculture
Ormesson est dans la petite région agricole dénommée le « Gâtinais », à l'extrême sud-ouest du département, s'étendant sur un large territoire entre la Seine et la Loire sur les départements du Loiret, de Seine-et-Marne, de l'Essonne et de l'Yonne. En 2010, l'orientation technico-économique de l'agriculture sur la commune est la culture de céréales et d'oléoprotéagineux (COP).
Si la productivité agricole de la Seine-et-Marne se situe dans le peloton de tête des départements français, le département enregistre un double phénomène de disparition des terres cultivables (près de 2 000 ha par an dans les années 1980, moins dans les années 2000) et de réduction d'environ 30 % du nombre d'agriculteurs dans les années 2010. Cette tendance se retrouve au niveau de la commune où le nombre d’exploitations est passé de 4 en 1988 à 1 en 2010. Parallèlement, la taille de ces exploitations augmente, passant de 57 ha en 1988 à 218 ha en 2010.
Le tableau ci-dessous présente les principales caractéristiques des exploitations agricoles d'Ormesson, observées sur une période de 22 ans : 
|                                      | 1988 | 2000 | 2010 |
| ------------------------------------ | ---- | ---- | ---- |
| Dimension économique,                |      |      |      |
| Nombre d’exploitations (u)           | 4    | 3    | 1    |
| Travail (UTA)                        | 8    | 2    | 1    |
| Surface agricole utilisée (ha)       | 229  | 308  | 218  |
| Cultures                             |      |      |      |
| Terres labourables (ha)              | 229  | 308  | s    |
| Céréales (ha)                        | 212  | 201  | s    |
| dont blé tendre (ha)                 | 113  | 152  | s    |
| dont maïs-grain et maïs-semence (ha) | 74   | s    | s    |
| Tournesol (ha)                       | s    | s    | s    |
| Colza et navette (ha)                | 0    |      |      |
| Élevage                              |      |      |      |
| Cheptel (UGBTA)                      | 0    | 0    | 0    |

## Culture locale et patrimoine

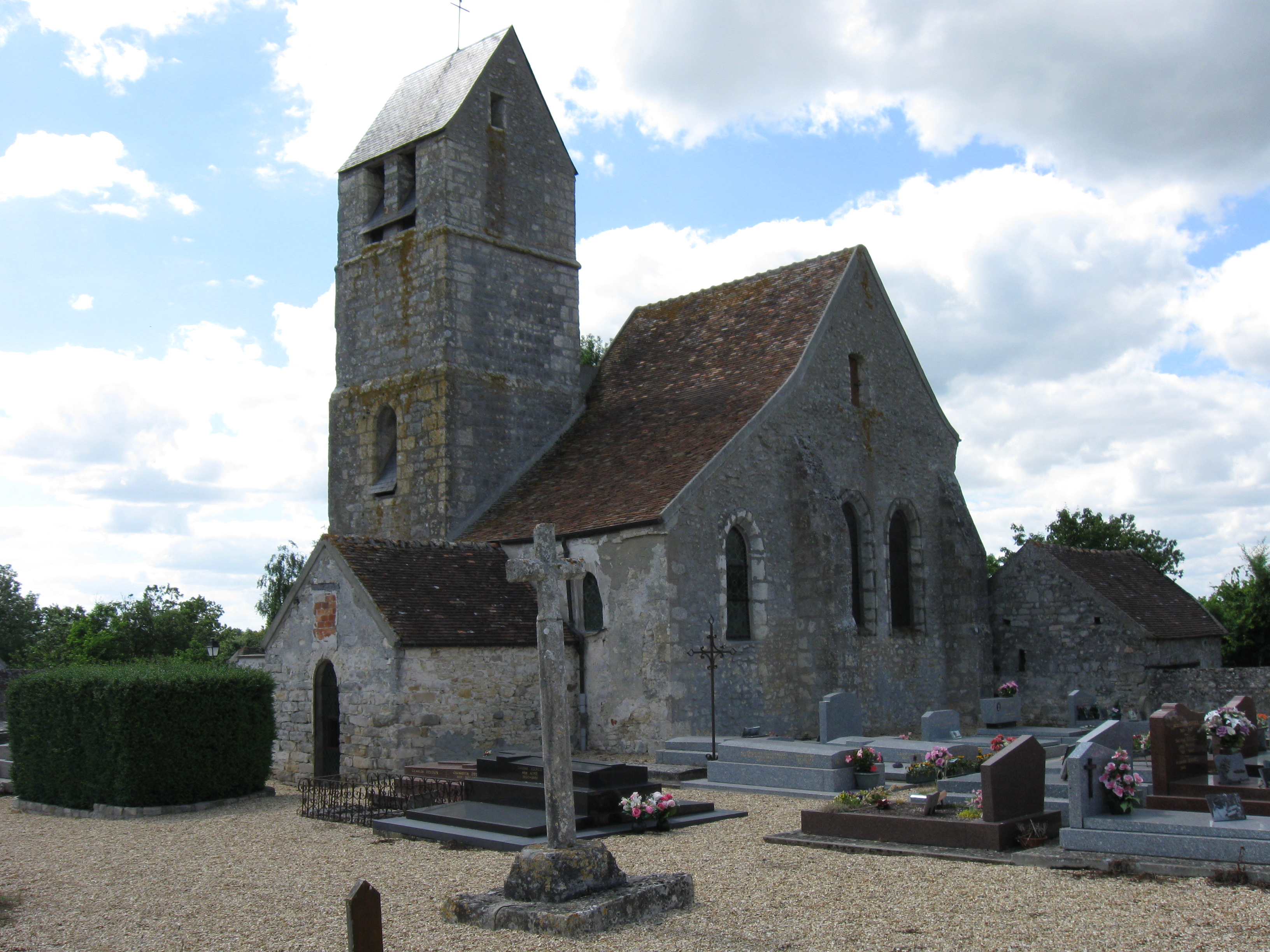
L'église Notre-Dame-de-l'Assomption.

### Lieux et monuments
- Église Notre-Dame-de-l'Assomption, inscrite au titre des monuments historiques par arrêté du 14 avril 1926[70].
- Site archéologique préhistorique des Bossats, objet de fouilles depuis 2009.

### Personnalités liées à la commune
- Gabriel Fournier (1893-1963), artiste peintre, a vécu à Ormesson.

### Héraldique
|  | Les armes d'Ormesson se blasonnent ainsi : « D'azur à deux clés d'or passées en sautoir, accompagnées de trois fleurs de lis du même, deux en chef et une en pointe; à la champagne pignonnée de deux pièces d'or, chargée d'un silex de sable. » |